# Бакалов, Евгений Васильевич
Евгений Васильевич Бакалов (род. 23 марта 1963) — российский актёр театра и кино. Заслуженный артист Российской Федерации (1998).

## Биография
Родился 23 марта 1963 года. 
В 1982 г. окончил Горьковское театральное училище по специальности «актёр театра и кино».
С 1982 по 2003 год работал в Пензенском драматическом театре.
С 2003 года артист Театра на Юго-Западе.

## Награды
- Заслуженный артист Российской Федерации (1998).

## Театральные работы

### Роли текущего репертуара (Театр на Юго-Западе)
| Спектакль                                                               | Роль                 |
| ----------------------------------------------------------------------- | -------------------- |
| «Даёшь Шекспира!» В.Белякович по мотивам комедии Шекспира «Два веронца» | Протей               |
| «Дракула» Брэм Стокер                                                   | Доктор Джон Сьюард   |
| «Игра в Наполеона» С.Брюлотт                                            | Маршал Бертран       |
| «Калигула» Альбер Камю                                                  | Керея                |
| «Куклы» В.Белякович по мотивам пьесы Хасинто Грау «Сеньор Пигмалион»    | Пигмалион-2          |
| «Люди и Джентльмены» Эдуардо де Филиппо                                 | Граф Карло Толентано |
| «Мастер и Маргарита» М. А. Булгаков                                     | Мастер               |
| «На дне» М. Горького                                                    | Барон                |
| «Ромео и Джульетта» Шекспир                                             | брат Лоренцо         |
| «Сон в летнюю ночь» Шекспир                                             | Рыло, он же Пролог   |
| «Царь Эдип»                                                             | Эдип                 |
| «Чайка» А. П. Чехов                                                     | Шамраев              |

### Сыгранные роли

#### Театр на Юго-Западе
| Спектакль                                                                                                | Роль                                                                       |
| --- | -------------------------------------------------------------------------- |
| «Makarena» Н.Птушкина, Рождественская сказка                                                             | Игорь                                                                      |
| «Вальпургиева ночь» В.Ерофеев                                                                            | Боренька-Мордоворот                                                        |
| «Вечер с бабуином» М.Кантор                                                                              | Борис Кузин                                                                |
| «Гамлет» Шекспир                                                                                         | Горацио                                                                    |
| «Даёшь Шекспира!» В.Белякович по мотивам комедии У.Шекспир «Два веронца»                                 | Герцог Миланский                                                           |
| «Дракон Е.Шварц»                                                                                         | Третья Голова Дракона, Булочник                                            |
| «Калигула» Альбер Камю                                                                                   | Патриций Октавий                                                           |
| «Макбет» Шекспир                                                                                         | Банко                                                                      |
| «Мотылёк» Пётр Гладилин                                                                                  | Морозов, военврач                                                          |
| «Ромео и Джульетта» Шекспир                                                                              | Парис                                                                      |
| «Сентенция», Спектакль-бенефис по мотивам пьесы Я. Стельмаха «Синий автомобиль», режиссёр Николай Ломтев | Эпизод                                                                     |
| «Слишком женатый таксист» Рэя Куни                                                                       | Инспектор Траутон                                                          |
| «Щи» Владимир Сорокин                                                                                    | питерский повар в законе, БАРАНЬЯ КОТЛЕТА, половой, ОСЁТР ВОЛЖСКИЙ и ямщик |

#### Проект «Арт-кафе»Театр на Юго-Западе
| Спектакль                                                                                        | Роль  |
| ------------------------------------------------------------------------------------------------ | ----- |
| «Играем в 68», читка пьесы по мотивам пьесы М.-Ж. Соважона, автор текста и режиссёр Игорь Китаев | Перен |

#### Пензенский драматический театр
| Спектакль                                         | Роль               |
| ------------------------------------------------- | ------------------ |
| Ромео и Джульетта Шекспир                         | Меркуцио           |
| Сон в летнюю ночь Шекспир                         | Оберон             |
| Дракон Е. Шварц                                   | Ланцелот           |
| На дне М. Горького                                | Сатин              |
| Мастер и Маргарита М. А. Булгаков                 | Иван Бездомный     |
| Укрощение строптивой У.Шекспир                    | Петруччо           |
| Иванов А. П. Чехов                                | Иванов             |
| Сирано де Бержерак Э. Ростан                      | Кристиан           |
| Недоросль Фонвизин, комедия                       | Митрофан           |
| «Босиком по парку» Н.Саймон                       | Пол                |
| Маленькие трагедии А. С. Пушкин                   | Дон Жуан           |
| «Кабанчик» В. С. Розов                            | Алёша              |
| «Буря» Шекспир                                    | Стефано            |
| Лес А. Н. Островский                              | Буланов            |
| «Цитата» Л. Зорин                                 | Молочников         |
| «Рентген» М. Яблонская                            | Аркадий            |
| «Женитьба Белугина» А. Н. Островский, Н. Соловьёв | Андрей Гаврилыч    |
| Бешеные деньги А. Н. Островский                   | Васильков          |
| Месяц в деревне И. С. Тургенев                    | доктор Шпигельский |
| «Долли!» Т. Уайлдер                               | Корнелий Хэкл      |
| Рюи Блаз В. Гюго                                  | Рюи Блаз           |
| «Касатка» А. Н. Толстой                           | князь Бельский     |

## Фильмография
| Год  |     | Название                                                    | Роль |
| ---- | --- | ----------------------------------------------------------- | --- |
| 1980 | ф   | Серебряные озёра (фильм)                                    | Имя персонажа не указано |
| 1980 | ф   | Тростинка на ветру (2 серия)                                | Пьяный влюблённый водитель |
| 1981 | ф   | Шестой                                                      | Лушков Аристарх Кондратьевич |
| 1981 | ф   | Женатый холостяк                                            | Парень на дискотеке |
| 1983 | ф   | Без особого риска                                           | Молодой грабитель |
| 1985 | ф   | Катастрофу не разрешаю (фильм)                              | Имя персонажа не указано |
| 2005 | с   | Александровский сад (телесериал)                            | Следователь |
| 2005 | с   | Горыныч и Виктория (телесериал) (серия «Чайная принцесса»)  | Олег Прохоров |
| 2005 | ф   | Новый русский романс                                        | Имя персонажа не указано |
| 2005 | с   | Кармелита                                                   | Имя персонажа не указано |
| 2007 | ф   | Гражданин начальник 3                                       | Николай Акимов, губернатор |
| 2007 | ф   | Агентство «Алиби»                                           | Имя персонажа не указано |
| 2007 | с   | Морская душа (телесериал                                    | Имя персонажа не указано |
| 2007 | ф   | Слуга государев                                             | Шведский драбант |
| 2007 | ф   | Марш Турецкого 4 (серия «Кровник)                           | Хозяин «Жигулёнка» |
| 2007 | с   | Погоня за ангелом (телесериал)                              | Имя персонажа не указано |
| 2008 | с   | Автобус (телесериал)(серия «Выбор»)                         | Аркадий |
| 2008 | ф   | Папины дочки                                                | Платон, клиент Сергея Алексеевича (76 серия) |
| 2008 | ф   | Десантный батя                                              | Полковник с собакой |
| 2008 | ф   | Закон и порядок. Отдел оперативных расследований-3, фильм 4 | Леонид Клинкин |
| 2008 | с   | Продолжение следует (телесериал)                            | Имя персонажа не указано |
| 2008 | ф   | Ранетки, эпизод                                             | Имя персонажа не указано |
| 2008 | ф   | Солдаты, эпизод                                             | Имя персонажа не указано |
| 2009 | ф   | Пятеро первых                                               | Виктор Тихонов |
| 2009 | ф   | Ромео и Джульетта                                           | Имя персонажа не указано |
| 2009 | ф   | Лапушки (2 серия)                                           | Охранник школы |
| 2009 | ф   | Вернуть на доследование                                     | Анатолий Львович Полянский & Михаил Львович Полянский |
| 2009 | с   | Люди Шпака (телесериал)                                     | Косолапов |
| 2009 | с   | Хозяйка тайги (телесериал)                                  | Имя персонажа не указано |
| 2009 | с   | След (телесериал), серия 382                                | Борис Панов |
| 2010 | док | Тайны века                                                  | Имя персонажа не указано |
| 2010 | с   | Адвокатессы (телесериал)(серия «Тебе конец»)                | Судья |
| 2010 | ф   | Доктор Тырса (19 серия)                                     | Дядя Саша |
| 2010 | с   | Побег                                                       | Начальник Чернова |
| 2010 | с   | Тухачевский. Заговор маршала (телесериал)                   | Юзеф Лукасевич |
| 2010 | с   | След (телесериал), серия 472                                | Евгений Беленин |
| 2010 | ф   | Погоня за тенью                                             | Журбин, подполковник |
| 2011 | ф   | Записки экспедитора Тайной канцелярии                       | кюре |
| 2011 | ф   | СК                                                          | бизнесмен Сергей |
| 2011 | ф   | Папаши                                                      | Сергей Иванович, начальник отделения милиции |
| 2011 | ф   | Москва. Три вокзала, 59 серия                               | Осипов, партнёр Астраханцева» |
| 2011 | ф   | Дело гастронома № 1, эпизод                                 | Имя персонажа не указано |
| 2012 | с   | В зоне риска (5-я серия)                                    | Василий Степанович Жгут & Анатолий Александрович Рождественский |
| 2012 | ф   | Выхожу тебя искать-2 (12 серия)                             | частный детектив |
| 2012 | ф   | Кто, если не я                                              | Имя персонажа не указано |
| 2012 | ф   | Мент в законе-6                                             | Валерий Леонидович Агапов, адвокат |
| 2012 | ф   | Шериф-2, фильм 4                                            | Антон Золотарёв |
| 2013 | ф   | Любовь за любовь (1 серия)                                  | генерал |
| 2013 | ф   | Кодекс чести-6                                              | Телятник, полковник |
| 2013 | ф   | Департамент                                                 | Андрей Николаевич Алдошин, подполковник |
| 2013 | ф   | Шеф-2                                                       | Кирилл Степанович Максимов, полковник полиции, начальник отдела по раскрытию умышленных убийств УУР ГУ МВД России по Санкт-Петербургу и Ленинградской области/информатор Камыша |
| 2013 | ф   | Моими глазами                                               | инвестор 2 |
| 2013 | ф   | Не женское дело                                             | Аркадий Юрьевич Филатов, генерал |
| 2014 | с   | Умельцы (телесериал)                                        | Игорь Гусляров, журналист |
| 2014 | ф   | В час беды                                                  | Павел Дерюгин, отец Лены |
| 2014 | ф   | Отец Матвей                                                 | Юрий, отец Марины, спортивный врач |
| 2014 | ф   | Отмена всех ограничений                                     | судья |
| 2014 | ф   | Перевозчик, фильм 4                                         | Имя персонажа не указано |
| 2014 | ф   | Подозрение                                                  | Потапов, генерал |
| 2014 | ф   | Последний день                                              | Юрий Сергеевич Романов |
| 2014 | ф   | Русский характер                                            | дядя Лёша |
| 2014 | ф   | УГРО. Простые парни-5, фильм 1                              | Посохин |
| 2014 | ф   | Ультиматум                                                  | Степан Ильич Швецов, полковник РОВД |
| 2014 | ф   | Частный детектив Татьяна Иванова, фильм 4                   | Виктор Васильевич Лунёв, полковник |
| 2015 | с   | Ленинград 46                                                | Николаевский, полковник МГБ |
| 2015 | с   | Людмила Гурченко                                            | Иван Алексеевич, военврач |
| 2016 | с   | Невский                                                     | Вадим Сергеевич Вершинин, майор милиции в отставке, бывший оперуполномоченный 2 отдела УУР ГУВД России по Санкт-Петербургу и Ленинградской области                              |
| 2017 | с   | Доктор Анна                                                 | Иван Трофимович Савельев, отец Анны |
| 2017 | с   | Психологини                                                 | Михаил, отец Андрея |
| 2018 | с   | Канцелярская крыса                                          | Николай Семёнович Буров, генерал ФСБ |
| 2018 | с   | Операция «Сатана»                                           | патологоанатом |
| 2019 | с   | Другие                                                      | чиновник |
| 2019 | с   | Канцелярская крыса. Большой передел                         | Николай Семёнович Буров, генерал ФСБ |
| 2019 | с   | Скорая помощь-2                                             | простреленный |
| 2019 | с   | Скажи что-нибудь хорошее                                    | Каварадосси, артист оперного театра |
| 2020 | с   | Первый отдел                                                | Игорь Андреевич Шайтанов, генерал-лейтенант юстиции, начальник ГСУ СК России по Санкт-Петербургу                                                                                |
| 2020 | с   | Анна-детективъ-2                                            | Валентин Викторович Митрофанов, директор гимназии |
| 2020 | с   | Легенда Феррари                                             | Отто |
| 2021 | с   | Потерянные                                                  | Ефим Гордеевич Наволоцкий, генерал полиции |
| 2021 | ф   | Небо                                                        | Максим Павлович Климов, генерал |
| 2022 | с   | Первый отдел-2                                              | Игорь Андреевич Шайтанов, генерал-лейтенант юстиции, начальник ГСУ СК России по Санкт-Петербургу                                                                                |
| 2023 | с   | Эффект домино                                               | Андрей Евгеньевич Терский |
| 2023 | с   | Первый отдел-3                                              | Игорь Андреевич Шайтанов, генерал-лейтенант юстиции, начальник ГСУ СК России по Санкт-Петербургу                                                                                |
| 2024 | с   | Внутри убийцы                                               | Натан Коротков |
| 2025 | с   | Первый отдел-4                                              | Игорь Андреевич Шайтанов, генерал-лейтенант юстиции, начальник ГСУ СК России по Санкт-Петербургу                                                                                |
| 2025 | с   | Аутсорс                                                     | отец Андрея |
| 2025 | с   | ВИА «Васильки»                                              | Евгений Сергеевич, юрист Валентина Бестужева |